# نعمان (المفلحي)

تعديل مصدري - تعديل

نعمان هي إحدى قرى عزلة المفلحي بمديرية المفلحي التابعة لمحافظة لحج، بلغ تعداد سكانها 666 نسمة حسب تعداد اليمن لعام 2004.